# Sonnenstraße (Braunschweig)
Die in West-Ost-Richtung verlaufende Sonnenstraße in der Innenstadt Braunschweigs verbindet die westlich anschließende Straße Am Hohen Tore mit der östlich weiterführenden Straße An der Martinikirche. Die ehemals durch Fachwerkhäuser geprägte Straße verlor durch die Zerstörungen während des Zweiten Weltkriegs und nachfolgende Umgestaltungen ihren ursprünglichen Charakter. 

## Geschichte
Die im Weichbild der Altstadt verlaufende Sonnenstraße war Teil der alten Reichsstraße von Hildesheim nach Magdeburg, welche westlich durch das Hohe Tor in die Stadt Braunschweig hinein und östlich zum Magnitor wieder hinaus führte. Für das Jahr 1410 ist folgende Straßenumschreibung belegt: de strate, alze me to deme hoghedore geyt van sunte Mertene to, also die Straße, die vom Hohen Tor zu St. Martini hin führt. Der Name Hondoresstrate, also Hohetorstraße, ist für das Jahr 1421 überliefert. Der Name Sunnenstrate taucht 1470 erstmals auf, wobei der Historiker Heinrich Meier die Straßenbezeichnung von dem Ratsherrn der Altstadt Cord Sunne ableitet. Dieser ist zwischen 1370 und 1394 als Besitzer des Hauses mit der Assekuranznummer 733 nachweisbar. Für den westlich der Echternstraße gelegenen Teil galt noch im Jahr 1822 die Straßenbezeichnung Am hohen Tore. Während des Zweiten Weltkriegs wurden die meisten Fachwerkbauten der Sonnenstraße zerstört. Die einstmals schmale Straße wurde 1957/58 deutlich verbreitert und am 3. Dezember 1958 für den Fahrverkehr freigegeben. Im Zuge der  Straßenverbreiterung wurden die letzten beiden erhalten gebliebenen Fachwerkhäuser (Sonnenstraße 10/11) abgerissen.

## Bebauung

### Historische Bauten

#### St. Martini
Am östlichen Ende der Sonnenstraße befindet sich die Altstädter Pfarrkirche St. Martini. Der Gründungsbau wurde um 1190/95 in Anlehnung an den Bauplan des Domes begonnen. Die zunächst dreischiffige romanische Pfeilerbasilika wurde im Zeitraum von etwa 1250 bis 1400 als gotische Hallenkirche umgebaut. Um 1400 erfolgte die Erweiterung durch ein Chorpolygon, 1434 wurde die an die Südseite angebaute Annenkapelle geweiht. Nach Zerstörungen während des Zweiten Weltkriegs wurde die Martinikirche 1956 wieder eingeweiht, erhielt jedoch zunächst für ihre zwei je 60 m hohen Türme nur kleine, „stumpfe“ Helmspitzen. Eine Restaurierung der kriegsbedingt geschwärzten Außenfassade erfolgte in den Jahren 1979 bis 1987. Den Originalen nachgebildete spitze Turmhelme erhielt die Kirche schließlich wieder am 15. Oktober 1980.

#### GasthausZum Wiener Hof(Sonnenstraße 8)
In dem stattlichen dreigeschossigen Fachwerkbau aus dem Jahre 1641 befand sich die an der Ecke Sonnenstraße/Echternstraße die Gaststätte Zum Wiener Hof. Die Schwelle des vorgekragten zweiten Obergeschosses trug folgende Inschrift:
ALLES · WAS · WIR · SEINDT · VNDT · HABEN ·
DAS · SIENDT · LAVTER · GOTTES · GABEN ·
ANNO 1641
Sechs runde bemalte Glasscheiben aus dem Haus gelangten 1912 in Privatbesitz. Über den weiteren Verbleib ist nichts bekannt. Die Glasscheiben trugen jeweils ein Wappen und ein Schriftband mit folgenden Namen:
A HANS · HOFFERDES · 1641
B HANS · VON · SWALENBERG
C HEINRICH · SCHWARTKOP
D CLAVS · WARNEKEN ·
E · AVTOR · GIBELS ·
F CHRISTIAN · HELDT ·
Das Gebäude wurde im Zweiten Weltkrieg zerstört. Am 11. November 1958 wurde das neu erbaute Hotel Wiener Hof am alten Standort neu eröffnet.

#### Haus Prove (Sonnenstraße 9)
Das Fachwerkhaus in der Sonnenstraße 9 befand sich zwischen 1613 und 1704 im Besitz der Familie Prove. Es wurde im Zweiten Weltkrieg zerstört. Auf einem Schwellbalken des Hofgebäudes befand sich folgende Inschrift:
AN · GOTTES · SEGEN ·
IST · ALLES · GELEGEN ·
ANNO · 1640

#### Fachwerkhaus (Sonnenstraße 10)
Das im Zweiten Weltkrieg stark beschädigte und im Zuge der Straßenverbreiterung 1957/58 abgebrochene Fachwerkhaus Sonnenstraße 10 trug unterhalb eines Fächerfrieses folgende Inschrift aus der Zeit um 1550:
OMNIPOTENS DOMINVS // [D]OMVVM FVNDAMINA [PONIT] //
·HVMANVS NIHIL EST ET SINE FRVG[E LABOR]
[HA(N)C IGITVR CLEMENS POSITO FVNDAMINE SERVES ·
CHRISTE SALVS POPVLI DVXQ(VE) CAPVTQ(VE) TVI]
Die Übersetzung lautet:
Der allmächtige Gott setzt das Fundament der Häuser. Menschliche Anstrengung ist bedeutungslos und ohne Nutzen. Nachdem das Fundament gesetzt ist, mögest du dieses (Haus) gnädig bewahren, Christus, Heil, Führer und Oberhaupt deines Volkes.
Die drei historischen Balkenstücke sind erhalten und befinden sich, allerdings in der falschen Reihenfolge, an der Schwelle des ersten Obergeschosses des Hauses Neue Straße 5.

### Heutige Bebauung

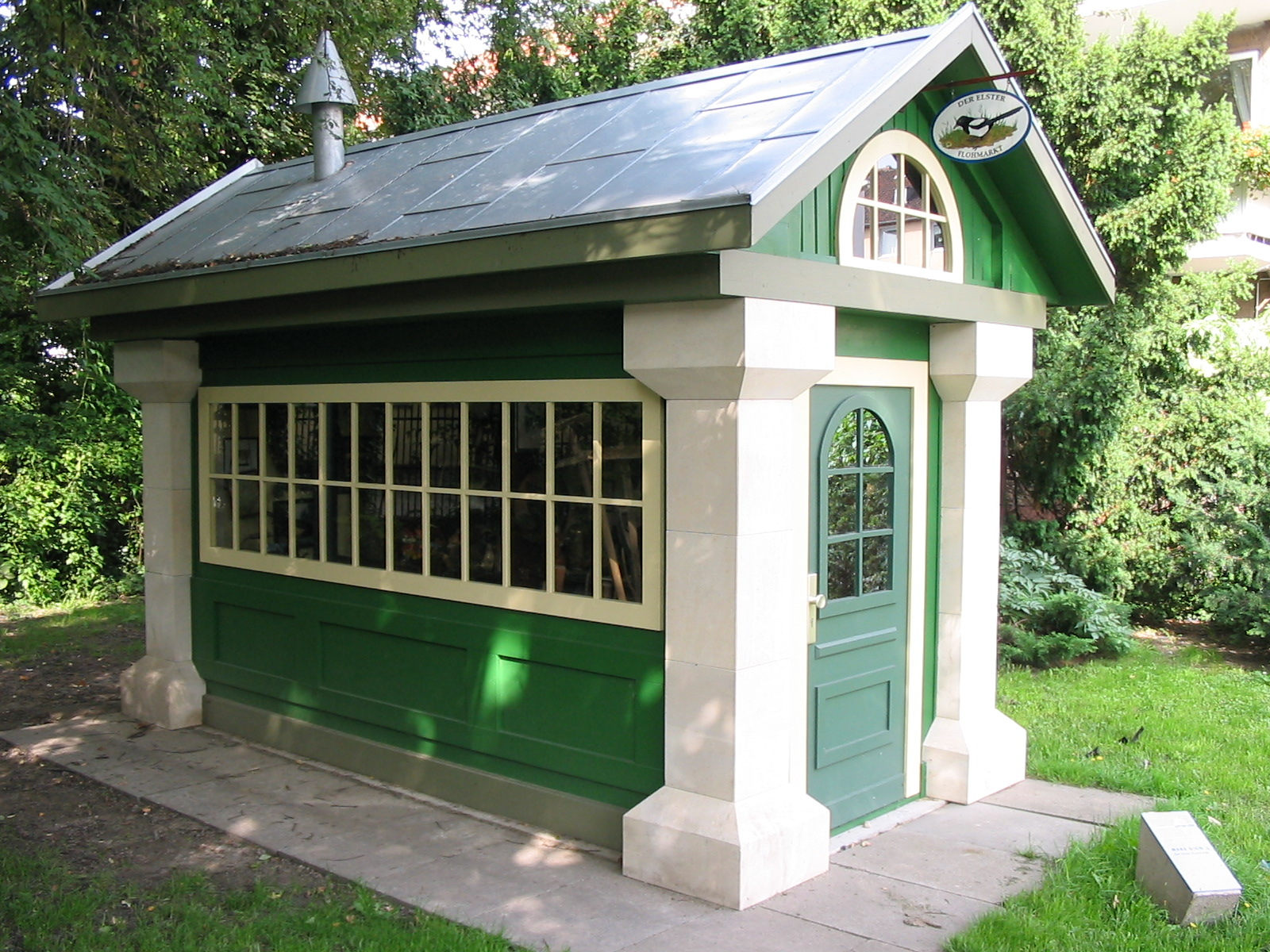
Der „Elster Flohmarkt“

#### Gülden-Apotheke
Am 15. Januar 1972 wurde in der Sonnenstraße 12 die Gülden-Apotheke eröffnet.

#### Bettenhaus Dietz
Das 1877 gegründete Bettenhaus Heinrich Dietz befindet sich in der Sonnenstraße 13. Das ehemalige Fachwerkhaus mit großen Schaufenstern wurde während des Zweiten Weltkriegs zerstört und in der Nachkriegszeit durch einen Neubau ersetzt.